# بينيستاري
بينيستاري هي بلدة تقع في مقاطعة ريدجو كالابريا في إيطاليا.

## السكان
في سنة 1861 بلغ عدد السكان 1٬802 نسمة، وتطور العدد ليصل في سنة 2011 لـ 2٬442 نسمة.
يظهر هذا المخطط البياني تطور النمو السكاني لـ بينيستاري

## وصلات خارجية
- Official website نسخة محفوظة 6 يوليو 2006 على موقع واي باك مشين.